# Brynhildr in the Darkness
Brynhildr in the Darkness (яп. 極黒のブリュンヒルデ гокугоку но бурюнхирудэ, «Брюнхильда во тьме») — манга в жанре «ужасы», автором и иллюстратором которой является Линн Окамото, прежде всего известный по созданию Elfen Lied. С 6 апреля по 22 июня 2014 года выходила аниме-адаптация от студии ARMS. Режиссёром проекта выступил Кэнъити Имаидзуми, известный по аниме Reborn!.

## Сюжет
Когда Рёта был ещё маленьким, его подружка Куронэко решила доказать, что пришельцы существуют, но в результате умерла из-за несчастного случая. Рёта сам решает доказать их существование и для этого учится на астронома в школьной обсерватории, чтобы в будущем попасть в НАСА. К большому удивлению, в его класс приходит учиться таинственная девушка по имени Куроха Нэко, внешне идентичная покойной Куронэко. Рёта узнаёт, что Нэко была создана искусственно в некой лаборатории, сбежала оттуда, и теперь на девушку объявлена тайная охота. Сам Рёта во что бы то ни стало стремится выяснить обстоятельства смерти Куронэко или же она на деле является Нэко.

## Список персонажей

### Астрономический клуб
Рёта Мураками (яп. 村上 良太 Мураками Рё:та) — Главный герой произведения. Ученик 2 класса старшей школы, стремится попасть в НАСА. Вначале — президент астрономического кружка и его единственный член, каждый день в обсерватории наблюдает за звёздами. Никогда не забывает то, что однажды видел, занимает 3 место по общенациональным результатам среди ровесников. Когда ему было 2 года, его отец и младший брат погибли в аварии, поэтому сейчас живёт вдвоём с матерью. Подрабатывает репетитором.
Сэйю: Рёта Осака
Нэко Куроха (яп. 黒羽 寧子 Куроха Нэко) — Главная героиня произведения, волшебница B-класса, одна из 27 сбежавших, номер в лаборатории — 7620. Кодовое имя — «Валькирия». Красивая девушка, переведённая в класс Рёты. На вид выглядит тонкой, но на самом деле обладает притягательной фигурой. Рост 163 см, размеры B89/W57/H87. Внешностью очень похожа на Куронэко, сначала Рёта не заметил, но в районе груди есть такие же родинки. Волшебница, чьё тело перестроили; в качестве объекта для экспериментов 10 лет жила в лаборатории, но сбежала при перевозке, и была загнана в ситуацию, когда её убьют, если поймают. Обычно ведёт себя спокойно, но если начнёт нервничать, можно заметить довольно чувствительную сторону. Использует магию под названием Хагэки (яп. 破撃, ломающая атака), распространяя её вокруг себя разрушает материальные объекты. Однако, тонкая настройка невозможна, не подходит для маленьких объектов. В основном против живых существ не работает, но если, как в борьбе одними руками, напрямую касаться человека, может временно усилить свою физическую силу. Также возможно, управляя находящимся поблизости телом, бросить его. Смотря через стекло, магия также действует. Сама того не осознавая, чувствует любовь к Рёте, и когда Кадзуми или Хацуна находят подход к нему, из-за ревности непроизвольно магией ломает предметы окрест себя. Каждый раз, когда использует магию, теряет воспоминания, многие воспоминания о прошлом потеряны. Долгое время была изолирована от общества, незнакома с обычным здравым смыслом, не может читать даже простые кандзи и не знает таблицу умножения, но она ни в коем случае не глупая, скорее обладает превосходным умом, несколько позже не только смогла воспринимать уроки старшей школы, но и, победив Рёту, заняла первое место на своём году обучения. По словам Кадзуми, Нэко — волшебница с кодовым именем «валькирия», раньше была волшебницей S-класса и обладала сильнейшей магией разрушения, но потеряла силу вместе с воспоминаниями и от неё решили избавиться, как от остальных волшебниц B-класса. По словам воспоминаний Нанами, которые появились, когда Рёта попал в отчаянное положение, нажав самую верхнюю кнопку на гнезде можно снять печать, но с вероятностью 99,9 % снятие провалится и Нэко, растворившись, умрёт. Эта кнопка позже была нажата Рётой и снятие печати прошло успешно, Нэко вернула себе воспоминания Куронэко и силу валькирии. Младшая сестра нынешней валькирии (Мако) и была создана ей в противодействие, так сказать козырная карта против валькирий. В таком состоянии может, кроме магии Хагэки, использовать магию, порождающую микрочёрную дыру (яп. マイクロブラックホール майкуро буракку хо:ру), в решающем сражении против Мако использовала её 2 раза и победила, но в качестве платы за это потеряла все воспоминания, включая память о Рёте и волшебницах. Однако, когда Рёта ладит с Кадзуми, Хацуной и другими девушками, то магия самопроизвольно используется, то она находится в дурном расположении духа, поэтому похоже, мысли о Рёте не исчезли. После получения рецепта подавителя устроилась подрабатывать в кафе Русалка (яп. 喫茶マーメイド кисса ма:мэйдо) вместе с Кадзуми и Хацуной.
Сэйю: Риса Танэда
Кана Татибана (яп. 橘 佳奈 Татибана Кана) — Волшебница C-класса, сбежала из лаборатории и жила вместе с Нэко. Номер в лаборатории — 4101. Возраст — 14 лет. Рост 150 см, размеры B80/W51/H72. Грубая, но характер добрый. Одевается в стиле «готическая лолита». В результате экспериментов её тело перестало двигаться (паралич), но осталась возможность немного шевелить пальцами левой руки, поэтому, используя устройство с клавиатурой, может разговаривать. Не может жевать, но может глотать, поэтому ест пищу, измельчённую в блендере. Хорошо играет в сёги. Её магия — Ёти (яп. 予知, прекогниция), приступами получает видения будущего, эти видения на 100 % точны. Видит только неестественные смерти людей поблизости, человек умирает в пределе от нескольких секунд до 2 дней после видения. Также, предсказанное ей будущее можно изменить и, если это сделать, она увидит другое будущее. Нэко заботилась о ней ещё со времени пребывания в лаборатории, когда ей присудили C-класс и решили убить, была спасена Нэко с риском для жизни, поэтому чувствует к ней исключительную признательность. Кадзуми было сказано: «Если захочет двигаться, то в действительности может, но в качестве платы Нэко умрёт». Если нажать верхнюю кнопку на гнезде, сможет двигаться, но утратит магию, поэтому терпела ради защиты Нэко. Когда увидела смерти Нэко и Кадзуми, вторгшихся на виллу Итидзику, попросила экономку Когоро нажать верхнюю кнопку, получила возможность двигаться и объединилась с Нэко и Рётой. Позже, по решению Рёты, со 2 семестра поступила в ту же среднюю школу, что и Кицука, увидев её, удивилась, стала её одноклассницей.
Сэйю: Ая Судзаки
Кадзуми Шлиренцауэр (яп. カズミ＝シュリーレンツァウアー Кадзуми Сюри:рэнцауа:) — Волшебница B-класса, сбежала вместе с Нэко и остальными, но действовала отдельно. Полукровка, хорошо владеющая немецким языком, по-японски говорит на кансайском диалекте. Носит короткую стрижку, имеет маленькую грудь. Рост 159 см, размеры B76/W57/H81. Позже, перевелась в школу к Рёте как «переведённый ученик из государственной австрийской академии». Часто дразнит Рёту темой секса, но в действительности она сама девственница, в школе из юношей разговаривает только с Рётой. Своей магией Сомо (яп. 操網 со:мо:, манипулирование сетью) может дистанционно, с любого компьютера за мгновение выполнить факторизацию целых чисел и отключить любую систему компьютерной безопасности. Однако, чтобы получить доступ в Интернет, ей нужно личное устройство («интерфейс»), которое она должна подключить кабелем к боковым разъёмам на своём гнезде. В общем, думается, что «интерфейс» состоит из каких-то деталей ПЭВМ, свободно выпускаемых на рынке. Также, декодировать она может только шифры в Интернете, с шифром специального чипа не получится. Чтобы найти место, куда Итидзику забрал Котори, сражалась при помощи магии Сомо с находящейся в лаборатории волшебницей AAA-класса Фрейей, проявила превосходящие её способности и план удался. Сама она сказала, что из-за нежелания использовать свои способности для убийств безответственно сдавала все тесты и была определена как B-класс. После, чтобы спасти Котори, проникла в резиденцию Итидзику, где её обнаружила валькирия и отрезала ей голову, в результате чего она скончалась. Однако, после была вылечена магией Хацуны и вернулась к жизни. С того времени, её чувства к Рёте всё более и более усиливались и продвигались в направлении эротики. После получения рецепта подавителя устроилась подрабатывать в кафе Русалка (яп. 喫茶マーメイド кисса ма:мэйдо) вместе с Нэко и Хацуной.
Для автора это стал первый персонаж, разговаривающий на кансайском диалекте.
Сэйю: Мао Итимити
Котори Такатори (яп. 鷹鳥 小鳥 Такатори Котори) — Волшебница, ученица 1 класса старшей школы, перевелась в тот же день, что и Кадзуми. Одна из 27 ведьм, сбежавших из лаборатории во время перевозки, но с Нэко и остальными была совершенно незнакома. Носит длинную стрижку, имеет большую грудь. Рост 163 см, размеры B102/W65/H90. Склонна делать глупые ошибки, наивна, разговаривает вежливо. Сильна в кулинарии и плавании. Обычно ведёт себя учтиво, но довольно прожорлива, когда дело доходит до еды, упорствует так, что глаза загораются. Восхищается любовью, увлекается рисованием романтической манги. После сражения с Кикако, из-за того, что лекарство кончилось, пыталась умереть в одиночестве на горной даче, но будучи убеждённой Нэко и Рётой, решила жить. Номер в лаборатории — 1107. Используя магию Тэнъи (яп. 転位, изменение положения), может поменяться местами с кем-то другим, но если использовать эту магию один раз, она обязательно отключится. Может переместиться вместе с кем-то ещё, если будет держать его за руку. Также, помимо человека, может меняться местами с другими животными. При смене места кинетическая энергия сбрасывается. Её истинное лицо — Грани, хозяин Рэны, младшей сестры Итидзику. При нападении на обсерваторию была забрана Итидзику и Фудзисаки, и узнала, что она есть необходимый компонент для воскрешения Рэны. Очень разозлилась, когда узнала от валькирии о том, что та убила Кадзуми и Хацуну. Пробудила силу Грани и получила силу, превосходящую валькирию и способность нейтрализовывать магию. Однако, вместе с тем начались признаки вылупления Грани, её эволюция в богиню Идун начала продвигаться. Чтобы избежать гибели человечества от пробуждения, попросила Рёту извлечь её. По тяжёлому решению Рёты была извлечена и пробуждение остановилось, поблагодарила его за помощь себе и человечеству, и за проведённые с ними дни. Хотя не говорила об этом Итидзику, знала о сознании Рэны внутри себя, и в последний момент перед смертью выразила старшему брату свои чувства.
Сэйю: Адзуса Тадокоро
Хацуна Вакабаяси (яп. 若林 初菜 Вакабаяси Хацуна) — Волшебница B-класса, сбежала вместе с Нэко и остальными, но действовала отдельно. Носит короткую стрижку, на левой стороне есть хвостик. Рост 160 см, размеры B85/W55/H81. Так как во время побега очнулась позже остальных, получила большое количество подавителя и жила одна. После нападения валькирии, из-за того, что одноклассница видела её магию и из-за того, что лекарства были забраны, присоединилась к волшебницам из обсерватории. После присоединения проверила, является ли Рёта человеком, которому можно доверять; полюбила Рёту, спасшего её, даже принеся себя в жертву, призналась и поцеловала его. Использует магию Сайсэй (яп. 再生, регенерация), которая позволяет ей не умирать, даже если голова была уничтожена. Если гнездо в порядке, может излечить себя даже если её тело было измельчено, но умрёт от извлечения или недостатка подавителя. После побега смогла использовать магию лечения других, соответствующую A-классу, может даже оживить человека сразу после смерти, но взамен её тело растворится и, если использовать слишком много магии, отключиться. В это время, хотя и тело растворилось, не умрёт, когда восстановится после отключения, её тело регенерирует. Вдвоём с Кадзуми вторглись на резиденцию Итидзику, были обнаружены валькирией, чьей магией почти всё её тело было измельчено. После, регенерировала своё тело и воскресила Кадзуми. Со второго семестра была зачислена в старшую школу к Рёте и остальным. После получения рецепта подавителя устроилась подрабатывать в кафе Русалка (яп. 喫茶マーメイド кисса ма:мэйдо) вместе с Нэко и Кадзуми.
Сэйю: Юми Утияма

### Лаборатория Вингольф
Тисато Итидзику (яп. 九 千怜 Итидзику Тисато) — Мужчина с бледными волосами, директор лаборатории структуры метажизни. Его работа — заведование ведьмами и составление сосариана, но из-за побега Нэко и остальных работа задерживается. Такатихо оценили его, как великолепного учёного и нужного для плана человека. Выпускник Токийского университета, посещал одинаковый семинар с Когоро, окончил Токийский университет с высшими в истории баллами и устроился в лабораторию. Вышел из неё ради возвращения сбежавшей валькирии, но его истинной целью было, монополизировав валькирию и номер 1107, воскресить погибшую младшую сестру. Чтобы воскресить младшую сестру Рэну в качестве богини Идун, он похитил Котори, в которой находится Грани; и из неудачной Котори (он не знал, что в Котори есть сознание Рэны) извлекавши Грани, поместив в другое тело, хотел ожидать возрождения. Через некоторое время, из-за того, что драсиль Котори вылупился, план закончился неудачей. Однако, из слов Котори перед смертью, он узнал, что её сознание было сознанием Рэны. Затем, следуя воле Рэны, закрыл собой валькирию от выстрелов охотников, получив смертельную рану. Погиб, презирая человеческие эмоции и считая свою любовь к сестре, что заставила его действовать, жалкой; в то же время сокрушаясь о провале плана.
Сэйю: Тоти Хироки
Курофуку (яп. 黒服 Курофуку, Чёрный костюм) — Мужчина, в чьи обязанности входила поимка сбежавших ведьм. Настоящее имя неизвестно. Из-за неожиданного сопротивления Рёты и остальных терпел неудачи. Оставив работу и советы Цутии хотел уйти в публичный институт, но в конвоировавшей его машине получил выстрел в голову и упал вместе с машиной с утёса. На данный момент находится в коме.
Сэйю: Судзуки Тацухиса
Юки Цутия (яп. 土屋 邑貴 Цутия Юки) — Женщина, закончила естественно-научный институт, имея второе место. 22 года. Необщительна, была прикомандирована в лабораторию. В её первый день ей показали пришельца. В качестве первой работы ей поручили уход за Мидзукой. После этого стала командовать ведьмами из лаборатории.
Такума (яп. 宅間 Такума) — Служащий отдела по работе с кадрами. Провёл Цутию до лаборатории. В это время был атакован сбежавшей ведьмой и, спасши Цутию от её магии, погиб.
Онодэра (яп. 小野寺 Онодэра) — Женщина, исполняющая обязанности директора после смерти Итидзику. Высоко ценит дисциплину, вплоть до того, что со страшным выражением лица приближается вплотную к сотрудникам, пропустившим приветствие. Сотрудники лаборатории опасаются её. Сформировала команду из волшебниц A и B класса для устранения Курофуку.
Юта Мураками (яп. 村上 勇太 Мураками Ю:та) — Юноша, сын лидера Такатихо, кодовое имя — Макина (яп. マキナ Макина). Химера человека и пришельца, тело для Сосариана, которое Такатихо пытались создать на протяжении ста лет. Ради того, чтобы убить время появился перед Рётой, разорвал вылупившуюся Хацуну и силой поцеловал приглянувшуюся Нэко. Однако, из-за того, что он незавершён, его тело начало распадаться и он вернулся к Такатихо. После этого был помещён в капсулу для восстановления тела, где решил обязательно получить Нэко. Восстановившись, похитил Нэко и показывал ей лабораторию. Но там, из-за присутствия Нэко, пробудился бог, находящийся в процессе возрождения. Макина пытался убить его, но не мог использовать перед ним магию и был съеден. Позже, от лидера Такатихо Рёта узнаёт, что Макина был его младшим братом.
Инициализатор нового типа (яп. 新型のイニシャライザー Сингата но Инисярайдза:)

### Ведьмы
Сино (яп. シノ Сино) — Одна из 27 ведьм, сбежавших из лаборатории. Действовала в составе группы из нескольких человек, ходила в префектуральную старшую школу. Волосы сзади завязаны. Своей магией может разговаривать с животными. Просила помощи у Кадзуми по рации, так как против неё в качестве убийцы была отправлена Кикако. Рёта и Нэко направились на помощь, но она была загнана Кикако в угол и магией Хогэки её правая половина тела была разрушена, после чего она мгновенно погибла и её гнездо было забрано.
Сэйю: Юки Такао
Саори (яп. 沙織 Саори) — Волшебница АА-класса, номер в лаборатории — 6001. Гибрид, использующий 2 магии А-класса. Нанесла встречный удар Нэко на фабрике Такаяма «Фармацевтики Дрездена», преуспела в её ликвидации; но, получив от Рёты смертельную рану, использовала магию Тэндзи и отключилась. Позже, во время разговора с Рётой была дистанционно извлечена лабораторией и погибла, а её драсиль был раздавлен Рётой. Первой магией Дзангэки (яп. 斬撃, режущая атака) может раскромсать что угодно в пределе 6 метров. Второй магией Тэндзи (яп. 転時, поворот времени) может отмотать время на 1 минуту (если точнее — 50 и ещё несколько секунд). Все, кроме Саори, теряют воспоминания за эту минуту, но из-за большого расхода магической силы, если использовать эту магию, она не только отключится, но и некоторое время не сможет двигаться.
Сэйю: Саюри Яхаги
Кикако (яп. キカコ Кикако) — Волшебница класса AA+, которую боятся Нэко и остальные. Номер в лаборатории — 5010. Зрачки длинные, как у крокодила, вокруг глаз есть чешуя, зубы острые. Неразговорчива. Вступила в бой с Нэко во время порученной ей миссии по возвращению гнёзд сбежавших волшебниц, Сино и остальных. Была скована Рётой, но им оставлена и вернулась в лабораторию. Не является гибридом, но своей магией Хогэки (яп. 砲撃 Хо:гэки, артобстрел) выпускает луч изо рта, который может уничтожить обширный район. Дальность обстрела высока, мощь существенна; но до выстрела есть задержка в несколько секунд, когда сама нападающая открыта. Также, у неё есть сила, позволяющая вырвать «её гнездо» голыми руками. Может стрелять верёвкой с наконечником стрелы из одежды на правой руке, использует главным образом для поимки приблизившегося оппонента.
Сэйю: Ю Хамагасира
Нанами Токо (яп. 斗光 奈波 Токо: Нанами) — Волшебница класса AA+, номер в лаборатории — 5210. Рост 160 см, размеры B85/W56/H83. Гибрид, имеет 2 магии: Сиоку (яп. 視憶, просмотр памяти), позволяющую, при заглядывании объекту в глаза, просматривать и удалять его воспоминания и Сооку (яп. 操憶 Со:оку, манипулирование памятью), позволяющую вкладывать другие воспоминания. Только с Сиоку ей присудили класс AA+, а если добавить Сооку, считается AAA-классом. Магия не имеет эффекта на оппонента, носящего солнцезащитные очки. Также, магия удаления воспоминаний не действует на Рёту. Итидзику послал её вернуть Грани, номер 1107. Несравненная сладкоежка. Чтобы получить один день свободы, изменила воспоминания наблюдателя (Курофуку) из лаборатории и самостоятельно выяснила местонахождение волшебниц из астрономического кружка, но, тронутая добротой Нэко, стала товарищем Рёте и остальным. Однако, вскоре после этого была дистанционно извлечена наблюдателем, вернувшим свою память и погибла. В этот момент стёрла воспоминания о себе из всех волшебниц в обсерватории и, вложив в память Рёты свою личность, передала ему секреты лаборатории.
Сэйю: Манами Нумакура
Мидзука (яп. 瑞花 Мидзука) — Волшебница ААА-класса, самая лучшая из нынешних предсказательниц. Кодовое имя — «Скади» (яп. スカジ Сукадзи). По возрасту — ученица средней школы. Ей было приказано предсказать место, где будет номер 1107. Отличается от предсказательниц более низкого класса, может предсказать будущее со 100 % точностью. Во время предсказаний может отправить своё духовное тело в любое время и место, поняв обстановку в будущем. Также, в этот момент может, разговаривая с людьми из будущего, в некоторой степени менять его, но не может видеть предсказаний о себе. В качестве платы за предсказание, каждый раз, когда она предсказывает, её опухающие теломеры разрушаются и деление клеток становится невозможным. Когда Цутия встретила её, уже обе ноги и правая рука не двигались, слух также упал, а правый глаз был закрыт повязкой. По словам Курофуку, после ещё одного предсказания её сердце остановится и она умрёт. Когда делала предсказание о номере 1107, после разговора с Кадзуми, установила будущее и передала местонахождение в лабораторию, но сразу после этого её тело растворилось и она погибла.
Мако Фудзисаки (яп. 藤崎 真子 Фудзисаки Мако) — Волшебница S-класса, старшая сестра Нэко. Кодовое имя — «Валькирия». За исключением цвета волос, очень на неё похожа. Рост 163 см, размеры B89/W57/H87. Её силы боятся даже люди из лаборатории. Была выпущена по решению директора Итидзику для поимки номера 1107. Завершённый гибрид, обладающий 11 типами магии; начиная от телекинеза, который может легко разрушить человеческое тело, поиска ведьм, мгновенного перемещения, до мощной магии создания антиматерии, способной разрушить гору. 9 и 10 магии появились, пока она была запечатана в лаборатории. Убила 7 сопровождающих её волшебниц (от А до АА-класса) и, забрав их подавители, напала на обсерваторию, где Нэко убедила её уйти. После, объединившись с Итидзику вновь напала на обсерваторию, но, столкнувшись с Охотой на ведьм, сбежала на виллу Итидзику, забрав Котори. Обладает жестоким характером, но нерешительна, когда дело касается убийства Нэко. Также, после того, как Итидзику спас её с риском для своей жизни, чувствует к нему любовь и исполнит его приказ, даже если умрёт. Хотя Итидзику думает о ней, как о используемом инструменте, она не думает, что это плохо; скорее удовлетворена таким мнением. После смерти Итидзику решила погрузить мир в отчаяние и уничтожить человечество. Получившая возможность двигаться Кана перерезала ей горло и думалось, что она умерла; но сразу после этого получила 11 магию возрождения и повторно поставила Рёту и остальных в затруднительное положение. После этого вступила в решающую схватку с Нэко, вернувшей себе память и силу прежней валькирии. В конце, из-за микрочёрной дыры Нэко, от неё остались только гнездо и драсиль, в таком состоянии она пыталась вернуться в гнездо, но была раздавлена Мураками, что поставило точку в её жизни. Однако, прямого изображения смерти драсиля не было. Такатихо называли её богиней смерти (яп. 死の女神 си но мэгами) и входом в «Хельхейм» (яп. 「ニヴルヘル」への入口 «Нивурухэру» э но иригути), также необходимой для составления Сосариана.
Сэйю: Мамико Ното
Канадэ (яп. かなで Канадэ) — Одна из 27 ведьм, сбежавших из лаборатории. Действовала вместе с Маки, позже была схвачена лабораторией и убита.
Сэйю: Асами Такано
Фрейя (яп. フレイヤ Фурэйя) — Волшебница AAA-класса, самая сильная из существующих ведьм, использующих магию Сомо. Настоящее имя неизвестно. Носит очки, сзади собирает волосы. Несмотря на то, что находится в лаборатории, ей даны манга и игры, ведёт неряшливую жизнь. Лаборатория использовала её для преследования сбежавшего Итидзику, но в обмен на хорошее обращение была склонена Итидзику на свою сторону и помогла ему.
Тиэ (яп. 千絵 Тиэ) — Одна из 27 волшебниц, сбежавших из лаборатории, действовала вместе с Котори. Знакома с Кадзуми и использует такую же магию. В качестве подарка встречающей 16-летие Котори перевела её в школу и, оставив ей все подавители, погибла. Носит короткую стрижку. Её день рождения на неделю позже, чем у Котори.
Сэйю: Аянэ Сакура
Эри (яп. 絵里 Эри) — Волшебница S-класса, одна из валькирий, кодовое имя — Христ (яп. フリスト Фурисуто, «Потрясающая»). По словам Онодэры, сильнейшая из валькирий, превосходит её и Мако.
Риэ (яп. 理依 Риэ) — Лидер группы ведьм, сформированной для устранения Курофуку. Используемая магия неизвестна. Носит короткую стрижку, характером серьёзна. Кана назвала её «председатель». По приказу Онодэры, вместе с Мисаки и Руруми пробралась в больницу для убийства Курофуку, но вследствие вылупления Руруми план провалился. При попытке спасти Кану, которая заступилась за неё, была съедена драсилем и погибла.
Руруми (яп. るるみ Руруми) — Одна из ведьм, входящих в команду для устранения Курофуку. Своей магией может управлять телом человека, используя куклу. Болеет энурезом. В больнице, куда они пришли убить Курофуку, её драсиль вылупился. Съела двух полицейских, охраняющих Курофуку, и Риэ. Собиралась съесть Кану, Кицуку и Мисаки, но была убита вовремя подоспевшим Инициализатором.
Мисаки (яп. 美咲 Мисаки) — Одна из ведьм, входящих в команду для устранения Курофуку. Своей магией может становиться невидимой. После смерти Руруми дистанционно извлечена лабораторий, а её гнездо забрано Хексенъягдом.
Номер 3313 (яп. 3313番 сан сан ити самбан) — Волшебница, которой было поручено лечение валькирии после эксперимента, когда та была спасена Итидзику. Имя и класс неизвестны.

### Hexenjagd (охота на ведьм)
Аканэ (яп. 茜 Аканэ) — Одна из шпионов, засланных в лабораторию. Во время перевозки Нэко и остальных, из-за аварии, попала под бронеавтомобиль. Носит белую одежду, коротко стриженные чёрные волосы. Сказала Нэко: «Только ты можешь спасти человечество от гибели», передала ей конверт с информационным терминалом и цилиндром. По словам Кадзуми, она и была зачинщиком аварии, в результате которой 27 ведьм сбежали, а сама она погибла.
Сэйю: Юи Киндо
Мики Ноймайер (яп. 美樹＝ノイマイアー Мики Ноймайа:) — Женщина, лидер охотников. Считает драсилей и Грани опасными, собирается убить всех волшебниц.
Сэйю: Рина Сато
Инициализатор (яп. イニシャライザー Инисярайдза:) — Один из охотников. Выглядит как юноша. Нейтрализует магию волшебниц по тому же принципу, что и драсиль, может запечатать её. У времени нейтрализации есть предел, не может запечатать магию, если не знает о ней. Также обладает способностью уничтожить вылупившийся драсиль, но до и после новолуния в течение трёх дней не может ею пользоваться. Мики назвала его Рэн (яп. レン).
Сэйю: Дзюнко Минагава

### Второстепенные персонажи
Рэна Итидзику (яп. 九 怜奈 Итидзику Рэна) — Младшая сестра Тисато. Была привязана к нему, погибла из-за болезни. После, Тисато отрезал ей голову и, пытаясь воскресить её, подключил к устройству, подающему мозгу кислород и питательные вещества. После провала он скормил мозг Рэны Грани. Это сработало, сознание Рэны возродилось в Котори. Вновь погибла после того, как Мураками извлёк Грани.
Куронэко (яп. クロネコ Куронэко) — Подруга детства Рёты во время начальной школы, которая жила поблизости. Носила длинные чёрные волосы, под левой подмышкой был треугольник из родинок. Была заинтересована в Рёте, играли вдвоём, пока солнце не заходило. Из-за того, что говорила: «Земля захвачена пришельцами», её называли лгуньей. Ни разу не ездила на море, страстно мечтала об этом. Неким днём 10 лет назад, взяла Рёту и отправилась в горы к месту, где, говорила, есть пришельцы, но Рёта поскользнулся во время пересечения дамбы и, чтобы спасти его, протянула руку, в результате оба упали на дно. Рёта выжил; но, когда он выписывался из больницы, ему сообщили, что Куронэко мгновенно погибла. Её истинное лицо — Куроха Нэко.
Сэйю: Риса Танэда
Маки (яп. 真希 Маки) — Человек. Была убита людьми из лаборатории, так как видела магию Канадэ.
Кицука Хатта (яп. 八田 結花 Хатта Кицука) — Соседка и ученица Рёты, учится в 3 классе средней школы. Состоит в кружке духовой музыки. Старается улучшить оценки, чтобы Рёта продолжил её учить. Характер — цундэрэ, причёска — 2 хвостика. Узнала о существовании волшебниц после нападения Руруми на Кану.
Сэйю: Марико Хонда
Риса Касиваги (яп. 柏木 リサ Касиваги Риса) — Одноклассница Рёты. Интересуется Нэко, приглашала её в караокэ.
Сэйю: Кана Юки
Когоро Хасиратани (яп. 柱谷 小五郎 Хасиратани Когоро:) — Дядя Рёты. 32 года, холост. Отклонил предложение работы от американской исследовательской организации, преподаёт химию в местном университете. Отрицал паранормальные явления, но, увидев магию Нэко, проявил интерес и стал сотрудничать с Рётой; тот попросил его воспроизвести подавитель смерти и исследовать оплодотворённую яйцеклетку пришельца. Волосы чёрные, несколько длинные; ростом высокий, носит очки. Обычно глаза будто закрыты, но когда откроет веки, глаза раскосые. Потерял отца. Старый друг директора лаборатории Итидзику в студенческое время, но сейчас потерял с ним связь. Сказал о своём одиночестве: «Не потому, что непопулярен, а потому, что женщины глупые, не люблю их». Есть предрасположенность к кинетозу, настолько, что даже сев на велосипед, его начинает рвать.
Сэйю: Кэнтаро Ито
Мияко (яп. ミヤコ Мияко) — Экономка в доме Когоро. Красивая женщина, носит японскую одежду. Ей был поручен уход за Каной, пока остальные отсутствовали.
Айна (яп. 愛菜 Айна) — Одноклассница Хацуны из школы для девочек, куда та пробралась после побега. Называла Хацуну лучшей подругой из всего человечества, но легко об этом забыла. Из-за того, что Хацуна во время нападения валькирии заступилась за неё и раскрыла тайник с подавителем, была отпущена валькирией; но, увидев воскресшую Хацуну, которая была разрезана напополам, закричала «отвратительно» и сбежала.
Саэки (яп. 佐伯 Саэки) — Одноклассница Рёты, была спасена магией Нэко, когда тонула в школьном бассейне.
Акияма (яп. 秋山 Акияма) — Учёный, знакомый Когоро. Полный мужчина, носит очки. Когоро поручил ему разведение пришельца из оплодотворённого яйца. Убедился в том, что яйцо внеземного происхождения, планирует получить признание благодаря обнародованию в обществе.
Таэ (яп. 多恵 Таэ) — Пожилая женщина, хозяйка кафе «Русалка». По причине уменьшения количества посетителей изменила его в мэйд-кафе, в качестве персонала наняла Нэко, Кадзуми и Хацуну. Однако, внутренняя отделка и меню с варёной пищей, мисо-дэнгаку и пр. остались неизменными; не похожими на мэйд-кафе.
Масаси Такая (яп. 高屋 雅史 Такая Масаси) — Молодой человек, одноклассник Рёты времён средней школы, ныне одноклассник Хацуны. Известен как хулиган, весной вызвал инцидент с применением насилия, за что был отстранён от занятий до второго семестра; но до этого был хорошим учеником, во время отстранения учился за границей. В мэйд-кафе, куда зашёл случайно увидел подрабатывающую Хацуну, влюбился с первого взгляда и стал часто приходить.
Мина Татибана (яп. 橘 美奈 Татибана Мина) — Старшая сестра Каны, журналистка, прибыла в уничтоженный Мако город для поиска материала. Настойчиво ищет информацию о Вингольфе, среди журналистов называемом "организацией V" (яп. V機関 ви: кикан). Пыталась узнать местоположение Каны, которая пропала в то время, когда организация V похитила много девочек. На основе информации от товарища пробралась в больницу, где лежал Курофуку, похитила его и ухаживала за ним, пока тот не пришёл в сознание.
Нэи (яп. 根井 Нэи) — Журналист; знает людей, погибших по причине связей с организацией V. Получил информацию о том, что Курофуку госпитализирован в бессознательном состоянии. После того, как рассказал об этом Мине, она заставила его участвовать в похищении.

## Медиа-издания

### Манга
Манга Gokukoku no Brynhildr пишется и иллюстрируется Окамото Линном, выпускается в еженедельном журнале сэйнэн-манги Weekly Young Jump в период с января 2012 по 31 марта 2016 года. Первый том был выпущен издательством Shueisha 18 мая 2012 года. Всего было выпущено 18 томов.
| #  | Дата выпуска | ISBN                   | Обложка                                                           |
| -- | ------------ | ---------------------- | ----------------------------------------------------------------- |
| 1  | 18.05.2012   | ISBN 978-4-08-879348-1 | Куроха Нэко                                                       |
| 2  | 17.08.2012   | ISBN 978-4-08-879397-9 | Куроха Нэко                                                       |
| 3  | 19.11.2012   | ISBN 978-4-08-879433-4 | Татибана Кана                                                     |
| 4  | 19.02.2013   | ISBN 978-4-08-879524-9 | Кадзуми Шлиренцауэр                                               |
| 5  | 19.06.2013   | ISBN 978-4-08-879564-5 | Такатори Котори                                                   |
| 6  | 19.09.2013   | ISBN 978-4-08-879651-2 | Мураками Рёта                                                     |
| 7  | 19.12.2013   | ISBN 978-4-08-879669-7 | Фудзисаки Мако                                                    |
| 8  | 19.03.2014   | ISBN 978-4-08-879805-9 | Вакабаяси Хацуна                                                  |
| 9  | 18.04.2014   | ISBN 978-4-08-879806-6 | Куроха Нэко                                                       |
| 10 | 18.07.2014   | ISBN 978-4-08-879865-3 | Куроха Нэко, Фудзисаки Мако                                       |
| 11 | 17.10.2014   | ISBN 978-4-08-890055-1 | Татибана Кана                                                     |
| 12 | 19.01.2015   | ISBN 978-4-08-890103-9 | Вакабаяси Хацуна, Куроха Нэко, Кадзуми Шлиренцауэр, Татибана Кана |

### Аниме
Премьера от студии ARMS состоялась на канале Tokyo MX 6 апреля 2014 года и позже на каналах YTV, CTV, BS11 и AT-X. Состоит из 13 серий и одной OVA, всего 14 серий.
Режиссёром проекта является Кэнъити Имаидзуми, известный по таким работам, как Reborn! и второй сезон Seitokai no Ichizon; составителем серий стал Юкинори Китадзима, составитель проекта Hamatora; дизайнером персонажей стал Хироаки Карасу, известный по работе с Maoyuu Maou Yuusha; производителем выступает студия Arms, известная по работе с аниме Wizard Barristers.

#### Список серий телесериала
| #  | Название серии                 | Название серии (яп.)                     | Дата выпуска |
| -- | ------------------------------ | ---------------------------------------- | ------------ |
| 1  | Ожидая тебя                    | «Kimi wo machinagara» (きみを待ちながら) | 6.04.2014    |
| 2  | Волшебница                     | «Mahoutsukai» (魔法使い)                 | 13.04.2014   |
| 3  | Подавитель смерти              | «Chinshizai» (鎮死剤)                    | 20.04.2014   |
| 4  | Утраченные воспоминания        | «Ushinawareta kioku» (失われた記憶)      | 27.04.2014   |
| 5  | Наблюдение за небесными телами | «Tentai kansoku» (天体観測)              | 04.05.2014   |
| 6  | Причина улыбки                 | «Bishou no riyuu» (微笑の理由)           | 11.05.2014   |
| 7  | Осколок надежды                | «Kibou no kakera» (希望のかけら)         | 18.05.2014   |
| 8  | Оставшаяся подсказка           | «Nokosareta tegakari» (残された手がかり) | 25.05.2014   |
| 9  | Поддельные воспоминания        | «Mozou no kioku» (模造の記憶)            | 01.06.2014   |
| 10 | Доказательство жизни           | «Ikiteiru akashi» (生きている証)         | 08.06.2014   |
| 11 | Неожиданная встреча            | «Totsuzen no saikai» (突然の再会)        | 12.06.2014   |
| 12 | Охота на ведьм                 | «Majogari» (魔女狩り)                    | 22.06.2014   |
| 13 | То, что хочу защитить          | «Mamoritai mono» (守りたいもの)          | 29.06.2014   |

#### OVA
| #    | Название серии | Название серии (яп.)     | Дата выпуска |
| ---- | -------------- | ------------------------ | ------------ |
| 11.5 | Шум попусту    | «Kara sawagi» (から騒ぎ) | 24.09.2014   |

#### BD-BOX / DVD-BOX
| # | Дата выпуска | Серии | Артикул    | Артикул    | Артикул |
| # | Дата выпуска | Серии | BD         | DVD        |         |
| - | ------------ | ----- | ---------- | ---------- | ------- |
| 1 | 30.07.2014   | 1-6   | VPXY-72932 | VPBY-10993 |         |
| 2 | 24.09.2014   | 7-13  | VPXY-72933 | VPBY-10994 |         |

### Роман
Роман «Gokukoku no Brynhildr The Moment» (яп. 極黒のブリュンヒルデ　The Moment гокукоку но бурюнхирудэ The Moment) был написан Макото Нариками, поступил в продажу 18 апреля 2014 от издательства Shueisha.

### Веб-радио
«Радио Gokukoku no Brynhildr Кадзуми и Котори „Нашли лучшую звезду“» (яп. 『ラジオ 極黒のブリュンヒルデ カズミと小鳥の「いちばん星み〜つけた!」』 «Радзио гокукоку но Бурюнхирудэ Кадзуми то Котори „итибанбоси ми:цукэта!“») распространяется на HiBiKi Radio Station с 10 апреля 2014 года. Обновляется раз в 2 недели по четвергам. Выступают Мао Итимити (в роли Кадзуми Шлиренцауэр) и Адзуса Тадокоро (в роли Такатори Котори).

## Саундтрек
Первая вступительная заставка — «Gokukoku no Brynhild» (серии 2-9); Музыка, аранжировка — Нао Токисава (выступает как заключительная в 1 серии).
Вторая вступительная заставка — «Virtue and Vice» (серии 10-13); исполняется японской группой «Fear, and Loathing in Las Vegas».
Заключительная заставка — «Ichibanboshi»; слова — Юки Кудара, музыка — Ясонори Мосидзуки, аранжировка — Сигэо Комори, исполнение — сэйю главных героев Риса Танэда (Нэко), Ая Судзаки (Кана), Мао Итимити (Кадзуми), Адзуса Тадокоро (Котори).